# Lepidochrysops reichenowi
Lepidochrysops reichenowi är en fjärilsart som beskrevs av Herman Dewitz 1879. Lepidochrysops reichenowi ingår i släktet Lepidochrysops och familjen juvelvingar. Inga underarter finns listade i Catalogue of Life.